# Wilhelm Wretlind
Erik Wilhelm Wretlind, född den 17 december 1838 i Nyköping, död den 31 juli 1905 i Stockholm, var en svensk läkare, skriftställare, riksdagsman och nykterhetsman. 
Wretlind blev student vid Uppsala universitet 1857, promoverades till medicine doktor 1867, öppnade samma år i Göteborg ett mediko-gymnastiskt institut och var 1879-1891 överläkare vid Djursätra brunn. Han deltog 1874 i upprättandet av Göteborgs Veckoblad och var verksam i dess redaktion. Han var styrelsemedlem i Göteborgs evangelisk-lutherska missionsförening från 1869 och 1875-1887 ordförande i densamma. Genom hans initiativ tillkom Betlehemskyrkan i Göteborg (invigd 1881). År 1887 flyttade han till Stockholm. Han redigerade 1882-1897 läkartidskriften "Eira" och utgav därjämte från 1886 halvmånadsskriften "Hälsovännen" samt sedan 1888 månadsskriften "Jordemodern".
Bland Wretlinds i bokform utgivna skrifter märks Om rörelsekuren eller kinesitherapien (1874), Mannens slägtlif (1890; sjunde upplagan 1905) och Kvinnans slägtlif (1891; sjätte upplagan 1914). Av hans i medicinska tidskrifter införda uppsatser kan nämnas Undersökningar rörande Stockholms mortalitet (i "Nordiskt medicinskt archiv", 1866). I riksdagens andra kammare, där han var ombud för Göteborgs stad 1885-1887 och 1888-1890, gjorde han sig bemärkt som en bland nykterhetsivrarnas och de frireligiösas ledare. Allmänna svenska nykterhetsförbundet, som hade sin första konferens 1889, tillkom väsentligen på tillskyndan av honom. Han invaldes 1872 som ledamot av Vetenskaps- och vitterhetssamhället i Göteborg.
1878 ingick han äktenskap med Emma Wretlind, pionjär inom nykterhetsrörelsen Vita Bandet.